# 山本安次郎
山本 安次郎（やまもと やすじろう、1861年10月14日（文久元年9月11日） - 1913年（大正2年）6月16日）は、日本の海軍軍人。日本海海戦において連合艦隊機関長を務めた海軍機関中将である。正四位勳二等功三級。

## 人物
本籍静岡県。幕臣・山本金次郎の次男として生まれる。1876年（明治9年）1月海軍兵学寮に機関科生徒として入校した。｢扶桑｣乗組みとして半年の艦上練習を行い大試験に合格。1879年（明治12年）8月、海軍機関士副に任じられた。機関士副は当時の准士官で、兵科の少尉補に相当する。同時に任じられたのは森友彦六ら7名で、山本の席次は6番である。1892年（明治15年）に海軍武官制度の改正が行われ、機関科、主計科に将校相当官が設けられたことに伴い、海軍機関士補となる。同年中に少機関士（少尉相当）に進級した。｢浪速｣回航委員、海兵機関学教授などを歴任。
1890年（明治23年）に『海軍機関要規』と題して英国海軍機関マニュアルの翻訳を刊行した。翌年生起した日清戦争では｢西京丸｣機関長として黄海海戦に参戦。同船には軍令部長樺山資紀が乗船しており、「西京丸」 と同航した「赤城」艦長・坂元八郎太が戦死している。1896年（明治29年）には「八島」とともに日本海軍最初の 戦艦である「富士」回航委員に選ばれ、同じく幕臣出身である艦長三浦功を補佐して英国から日本への回航を行った。
機関大監（大佐相当）進級後は海軍中央部勤務となり、軍務局機関科長として、機関術に関する統一的な教範作成、機関科士官の海外派遣を行っている。常備艦隊機関長を経て連合艦隊機関長に就任。同職は艦隊における兵科以外の機関、主計、軍医の三科のうち機関科の長で、司令部を構成する重職である。連合艦隊旗艦｢三笠｣に乗艦し、黄海海戦、日本海海戦に参戦。後者では負傷したが、戦闘配置に復帰し戦った。戦後は海軍機関学校校長、艦政本部第四部長などを務め、機関学校長時代には『海軍機関学校生活』を刊行した。
日本海軍は日清戦争において世界で最初となる機走軍艦による戦闘を経験し、機関科の地位は徐々に高まっていた。日露戦争においては旅順港閉塞作戦実施要員に機関科員から大量の志願者を出し、実際に作戦行動に従事。また機関科士官が一部指揮権を行使するなどし、兵科より低かった機関科の地位向上につながっていく。1906年（明治39年）に機関総監は機関中将と機関少将に改められ、山本は機関少将となった。しかし機関科士官は未だ将校相当官であり、制度上将校と認められるのは1915年（大正4年）12月のことである。

## 年譜
- 1876年（明治9年）11月 - 海軍兵学寮機関科生徒
- 1878年（明治11年）9月 - 「扶桑」乗組
- 1879年（明治12年）
  - 7月 - 大試験合格
  - 8月 - 機関士副

- 1882年（明治15年）
  - 6月 - 機関士補
  - 11月 - 少機関士
- 1885年（明治18年）
  - 6月 - 海軍中機関士
  - 7月 - 「浪速」回航委員として英国差遣

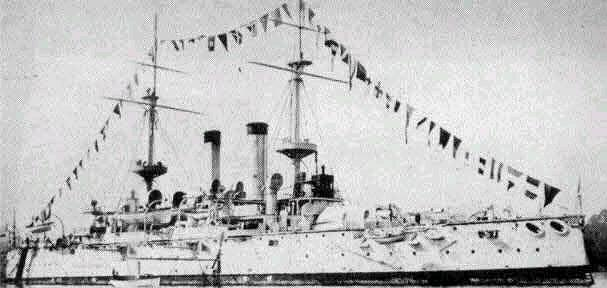
戦艦・富士

- 1886年（明治19年）7月 - 大機関士
- 1888年（明治21年）4月 - 海軍兵学校機関学教授
- 1890年（明治23年）
  - 3月 - 「筑波」機関長
  - 12月 - 『海軍機関要規』 刊行
- 1891年（明治24年）12月 -「武蔵」機関長
- 1892年（明治25年）
  - 5月 - 海軍大学校教官
  - 12月 - 機関少監兼海軍省第一局第一課
- 1894年（明治27年）
  - 8月 - 「西京丸」機関長
  - 9月24日 -「金剛」機関長
  - 10月 -「扶桑」機関長
- 1895年（明治28年）9月 – 「橋立」機関長
- 1896年（明治29年）
  - 3月 - 「富士」回航委員（艦長三浦功、副長斎藤實）
  - 11月 - 富士機関長

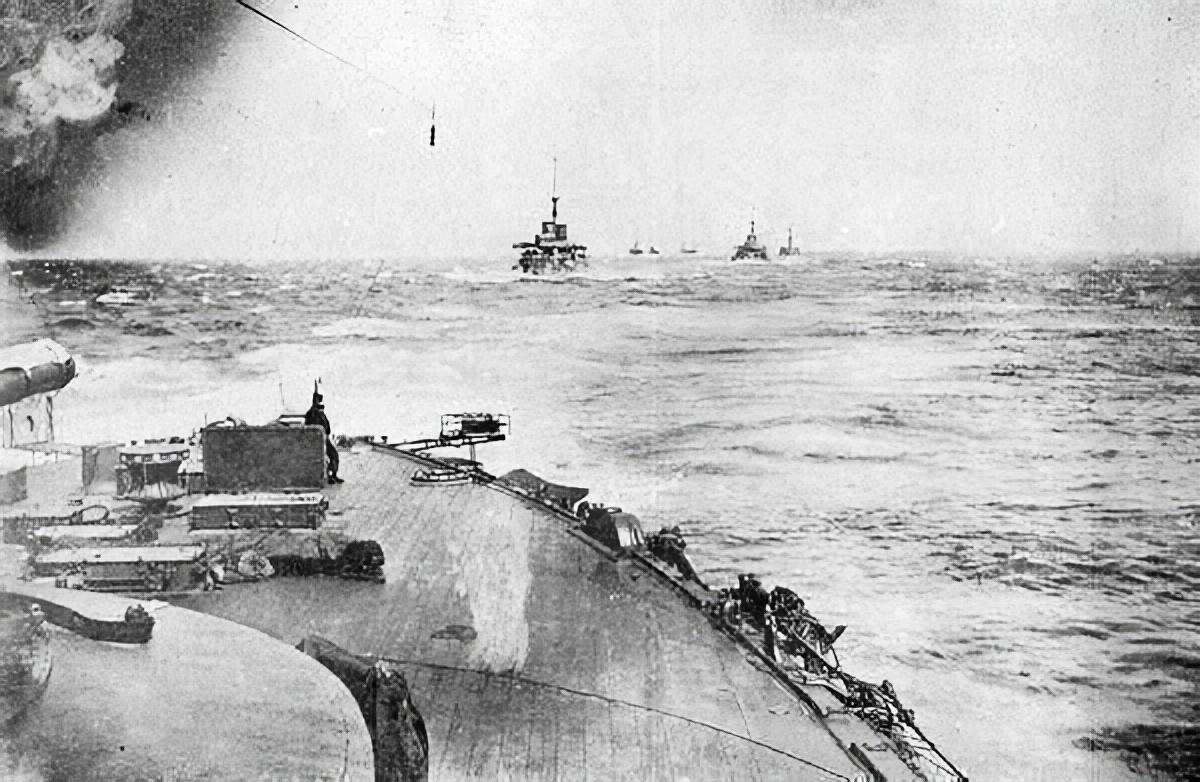
日本海海戦に出撃する連合艦隊

- 1897年（明治30年）10月 - 機関大監、軍務局機関課長
- 1899年（明治32年）9月 - 兼臨時建築部部員
- 1900年（明治33年）5月 - 教育本部第二部長兼艦政本部員
- 1901年（明治34年）3月 - 常備艦隊機関長
- 1903年（明治36年）7月 - 第一艦隊兼連合艦隊機関長
- 1905年(明治38年）11月 - 海軍機関学校校長
- 1906年（明治39年）1月 - 機関少将（機関総監から制度改正による名称変更）
- 1908年（明治41年）8月 - 艦政本部第四部長
- 1910年（明治43年）
  - 9月 - 機関中将
  - 12月 - 待命
- 1911年（明治44年）12月 - 予備役編入

## 栄典・授章・授賞
位階
- 1885年（明治18年）9月16日 - 従七位[9]
- 1890年（明治23年）11月1日 - 正七位[10]
- 1893年（明治26年）1月31日 - 従六位[11]
- 1897年（明治30年）10月30日 - 正六位[12]
- 1898年（明治31年）3月8日 - 従五位[13]
- 1903年（明治36年）4月20日 - 正五位[14]
- 1908年（明治41年）5月11日 - 従四位[15]
- 1911年（明治44年）12月20日 - 正四位[16]

勲章等
- 1892年（明治25年）11月29日 - 勲六等瑞宝章[17]
- 1895年（明治28年）
  - 9月27日 - 単光旭日章・功四級金鵄勲章[18]
  - 11月18日 - 明治二十七八年従軍記章[19]
- 1896年（明治29年）5月26日 - 勲五等瑞宝章[20]
- 1901年（明治34年）11月30日 - 勲四等瑞宝章[21]
- 1902年（明治35年）5月10日 - 明治三十三年従軍記章[22]
- 1905年（明治38年）5月30日 - 勲三等瑞宝章[23]
- 1906年（明治39年）4月1日 - 功三級金鵄勲章・勲二等旭日重光章・明治三十七八年従軍記章[24]

## 著作
- 『海軍機関要規』

## 関連書籍
- 『海軍機関学校生活』